# Have Yourself a Merry Little Christmas
Have Yourself a Merry Little Christmas – piosenka Judy Garland, pochodząca z musicalu Spotkamy się w St. Louis z 1944 roku. Frank Sinatra nagrał później wersję z lekko zmienionym tekstem, która stała się bardziej popularna niż oryginalna. Jej twórcami byli Ralph Blane i Hugh Martin, choć ten ostatni utrzymywał, że Blane jedynie zachęcił go do napisania tekstu i nie brał bezpośredniego udziału w tworzeniu utworu. Ostateczny kształt tekstu nadała Judy Garland. W 2007 i 2008 roku Amerykańskie Stowarzyszenie Kompozytorów, Autorów i Wydawców (ASCAP) uznawało Have Yourself a Merry Little Christmas za trzecią najczęściej emitowaną piosenkę świąteczną w ciągu ostatnich pięciu lat w amerykańskich radiach stworzoną przez swoich członków. Od października do grudnia 2010 roku na falach amerykańskich stacji radiowych została zagrana 23 871 razy, co było siódmym wynikiem wśród piosenek świątecznych.
W 2004 roku znalazł się na 76. miejscu listy 100 najlepszych piosenek filmowych sporządzonej przez Amerykański Instytut Filmowy.
Utwór jest evergreenem, często emitowanym w stacjach radiowych w okresie poprzedzającym święta Bożego Narodzenia.

## Historia
Piosenka została stworzona przez Martina w 1943 roku podczas wakacji spędzanych w domu rodzinnym w Birmingham. Po raz pierwszy pojawiła się w musicalu Spotkamy się w St. Louis z 1944 roku w scenie, gdy rodzina Smithów z Saint Louis spędza swoją ostatnią Wigilię w tym mieście przed planowaną przeprowadzką do Nowego Jorku. Esther Smith (grana przez Judy Garland) śpiewa Have Yourself a Merry Little Christmas, aby pocieszyć zrozpaczoną siostrę, ośmioletnią Tootie (Margaret O’Brien).
Po przedstawieniu pierwszej wersji tekstu piosenki, Garland, Tom Drake (filmowy John Truett) i reżyser Vincente Minnelli skrytykowali ją jako zbyt przygnębiającą. Po początkowym oporze Martin dokonał szeregu zmian w tekście, nadając mu bardziej optymistyczny wydźwięk. Tuż przed nagraniem sceny ostatnie poprawki do niego wprowadziła Judy Garland. Wersja Garland została także wydana jako singel przez Decca Records i stała się popularna wśród amerykańskich żołnierzy walczących w II wojnie światowej, a jej wykonania podczas występów piosenkarki w Hollywood Canteen doprowadzały wielu żołnierzy do łez.
W 1957 roku Frank Sinatra poprosił Martina o przeredagowanie utworu. Zmieniono przedostatni wers, zmieniono także wymowę utworu: ze smutnej piosenki wyrażającej nadzieję na lepsze jutro stała się radosną piosenką opiewającą radość płynącą ze spędzania świąt w gronie najbliższych ludzi. Wersja utworu w wykonaniu Sinatry trafiła na jego świąteczny album A Jolly Christmas from Frank Sinatra.
Zmieniona wersja z 1957 roku stała się bardziej znana niż oryginalna w wykonaniu Judy Garland, mimo to według oryginalnego tekstu z 1943 roku nagrano wiele coverów, m.in. w wykonaniu samego Sinatry (single z 1950 i 1963 roku), Doris Day (w The Doris Day Christmas Album), Elli Fitzgerald (w Ella Wishes You a Swinging Christmas) i Jamesa Taylora (w October Road).

## Wykorzystanie w filmach
Have Yourself a Merry Little Christmas użyto w wielu filmach, których akcja toczy się w okresie świąt Bożego Narodzenia. Wersję Judy Garland, oprócz Spotkamy się w St. Louis, wykorzystano m.in. w Rodzinny dom wariatów, Przetrwać święta, Gorąca linia i To jest rozrywka! II. Piosenkę w interpretacji Mela Tormégo wykorzystano w Kevin sam w domu.

## Have Yourself A Blessed Little Christmas
W 1999 roku 84-letni Hugh Martin, przy pomocy Johna Fricke, napisał całkowicie inny układ słów. Nowy utwór, Have Yourself A Blessed Little Christmas, jest chrześcijańską wersją tej świątecznej piosenki. Została nagrana przez wokalistkę gospelową Del Delker. Grą na pianinie akompaniował jej Martin.

## W innych językach
- Monica Forsberg zaadaptowała tekst na język szwedzki, nadając mu tytuł Det är dags att tända alla ljusen (To czas, aby zapalić wszystkie świecie), którą nagrał Lasse Berghagen.
- Marcin Kydryński ułożył polski tekst do Have Yourself a Merry Little Christmas[18]. Utwór otrzymał tytuł Chcę, byś miał szczęśliwe, dobre święta i został nagrany przez piosenkarkę Annę Marię Jopek. 9 grudnia 2002 roku znalazł się na płycie dołączonej do wydania dziennika „Rzeczpospolita”[19]. Kilka lat później Ryszard Rynkowski nagrał tę piosenkę pod innym tytułem: Chcę ci dać spokojne, dobre święta i z nieznacznie zmienionymi słowami w stosunku do wersji Jopek. Umieszczono ją na składance Święta, Święta vol. 3 wydanej przez Polskie Radio w 2005 roku[20].

## Nagrane wersje (wybór)
- Adam Neely (2017)
- Ariana Grande (2011)
- Clay Aiken (2004)
- 3LW (2002)
- Beegie Adair (2004)
- Christina Aguilera (2000)
- Ronnie Aldrich (1964)
- Alvin i wiewiórki (1963)
- Tori Amos (1998)
- Lynn Anderson (2002)
- Anggun (2000)
- David Archuleta i Charice (2009)
- Frankie Avalon (1962)
- Andrew Belle (2011)
- Tony Bennett (1968, 2008)
- Suzy Bogguss (2003)
- Toni Braxton (2001)
- Bright Eyes (2002)
- Garth Brooks (1999)
- Colbie Caillat (2009)
- Michael Bublé (2011)
- Kenny Burrell (1967)
- Charlie Byrd (1982)
- Colbie Caillat (2009)
- Glen Campbell (1968)
- Canadian Brass (wielokrotnie)
- The Carpenters (1978)
- Teresa Carpio (2005)
- Deana Carter (2006)
- Celtic Woman (2006)
- Cheetah Girls (2007)
- Chicago (1998)
- The Choirboys (2007)
- Rosemary Clooney (1976; 1997)
- Coko i SWV (1997)
- Coldplay (2001)
- Keyshia Cole (2008)
- Shawn Colvin (1990)
- Perry Como (1968)
- Sarah Connor (2005)
- David Cook (na koncertach) (2008)
- Floyd Cramer (1967)
- Bing Crosby (1962)
- Paulini Curuenavuli (2004)
- Vic Damone (1965)
- Daphne Loves Derby (2006)
- Doris Day (1964)
- Jimmy Dean (1965)
- Del Delker (2001)
- Denver and the Mile High Orchestra (2004)
- John Denver (1990)
- John Denver i Muppety (1979)
- Neil Diamond (1994)
- Bob Dylan (2009)
- Susan Egan (2006)
- Ralna English (2005)
- Gloria Estefan (1993)
- Melissa Etheridge (2008)
- Percy Faith (1966)
- Ella Fitzgerald (1960)
- Béla Fleck (2008)
- Julia Fordham (2010)
- Connie Francis (1959)
- Kenny G (1994)
- Judy Garland (1944)
- John Gary (1963)
- Vince Gill (1994)
- Jackie Gleason (1956)
- Delta Goodrem (2003)
- Edyta Górniak (2008)
- Robert Goulet (1963)
- Sara Groves (2008)
- Amy Grant (1992)
- Jillian Fletcher (2007)
- Michael Hall 2009
- Hampton String Quartet (1986)
- Paul Hardcastle (1994)
- Jim Henson (jako Ernie) i Frank Oz (jako Bert) (1978)
- The Hollyridge Strings (1965)
- Lena Horne (1966)
- Julianne Hough (2008)
- Israel Houghton (2006)
- Whitney Houston (2003)
- Chris Isaak (2004)
- The Jackson 5 (1970)
- Alan Jackson (2002)
- Joni James (1956)
- Jack Jones (1969)
- Wynonna Judd (2006)
- Dave Koz (2001)
- Diana Krall (2001, 2005)
- Steve Lawrence (1964)
- Tracy Lawrence (2007)
- The Lettermen (1966)
- Kenny Loggins (1998)
- Greg London (2008)
- Lonestar (2000)
- Trini Lopez (2007)
- Demi Lovato (2007)
- Geoff Love (1972)
- Patti LuPone (2006)
- Lydia (2011)
- Gisele MacKenzie (1957)
- Martina McBride (1998)
- Maureen McGovern (1990)
- Brian McKnight (2002)
- Sarah McLachlan (2006)
- Henry Mancini (1975)
- Barry Manilow (2007)
- Aimee Mann (2006)
- Johnny Mathis (1963, 1969)
- Katie Melua (2006)
- Jo Dee Messina (2002)
- Bette Midler (2006)
- Jane Monheit (2005)
- Anne Murray (1993)
- Jim Nabors (1972)
- Joe Nichols (2004)
- Only Men Aloud! (2008)
- Mike Pachelli (2009)
- Bruno Pelletier (2003)
- Bernadette Peters (1996)
- Oscar Peterson (1995)
- Doug Pierce (2010)
- Plus One (2002)
- Richard Poon (2011)
- The Pretenders (1987)
- Quiet Company (2007)
- Boots Randolph (1992)
- Lou Rawls (1967)
- Relient K (2007)
- LeAnn Rimes (2005)
- Linda Ronstadt (2000)
- Katey Sagal (2001)
- Sandler & Young (1969)
- Haley Scarnato (2008)
- John Schneider (1981)
- Neil Sedaka (2008)
- The Seekers (2001)
- Shenandoah (1996)
- George Shearing (1998)
- She & Him (2009)
- Dinah Shore (1961)
- Carly Simon (2002)
- Jessica Simpson (2010)
- Frank Sinatra (1947, 1957, 1963)
- The Singers Unlimited (1972)
- John Sloman (1994)
- Sam Smith (2014)
- Barbra Streisand (1967)
- Ruben Studdard i Tamyra Gray (2003)
- Take 6 (1999)
- Connie Talbot (2009)
- James Taylor (2002)
- Mel Tormé (1990)
- Randy Travis (2007)
- Twisted Sister (2006)
- Jerry Vale (1964)
- Luther Vandross (1995)
- Scott Weiland (2009)
- Andy Williams (1965)
- Joe Williams (1990)
- Vanessa Williams (2004)
- Victoria Williams (1995)
- Carnie i Wendy Wilson (1993)
- Tatsuro Yamashita (1993)
- Lady Antebellum (2010)
- S.K.Y. (2006)
- BarlowGirl (2008)
- Julia Sheer (2010)
- Babyface (2008)
- Katharine McPhee (2010)
- Kelly Clarkson (2013)
- Margaret (2014)